# Peter Seifert (Leichtathlet)
Peter Seifert (* 17. Januar 1983 in Sachsen; † 30. Dezember 2019; zeitweise Peter Rodewald) war ein deutscher Langstrecken- und Ultraläufer.

## Leben
Peter Seifert begann im Alter von 13 Jahren mit dem Laufen. Nach fünf Jahren, inzwischen Leistungssportler, hörte er jedoch kurz vor dem Abitur auf. Erst vier Jahre später im August 2005, Peter Seifert betrieb zwischenzeitlich Kampfsport (Taekwondo), konnte ihn eine Bekannte dazu überreden, wieder mit dem Laufsport zu beginnen.
Nach einer Berufsausbildung zum Medizinischen Fachangestellten begann Peter Seifert 2007 mit dem Bachelor-Studium in Psychologie, das er im Sommer 2010 abschloss und mit einem Master-Studium verlängerte. 2009 wurde er beim Gutenberg-Marathon in Mainz mit einer Zeit von 2:23:16 h Deutscher Vizemeister im Marathonlauf.
Ein Jahr später (2010) gewann Peter Seifert in Bottrop mit einer Zeit von 2:57:59 h die deutsche Meisterschaft über 50 km Straße und verteidigte diesen Titel 2011 in Marburg mit einer Zeit von 2:52:26 h. Der dabei aufgestellte deutsche Rekord über 50 km wurde erst 2016 von Paul Schmidt auf 2:49:06 h verbessert.
Während eines Trainingslagers auf Lanzarote zur Vorbereitung auf die Deutschen Meisterschaften über 100 km wurde Peter Seifert 2011 bei einem Trainingslauf von einem Pkw erfasst und schwer verletzt. Wegen eines Schädel-Hirn-Traumas musste er über zwei Monate in ein künstliches Koma versetzt werden. Durch Gedächtnisverlust kann er sich an die Zeit zwischen dem Unfall im März 2011 und Juli 2011 nicht erinnern. Noch im selben Jahr wurde Peter Seifert von der Deutschen Ultramarathon-Vereinigung (DUV) als Sportler des Jahres 2011 ausgezeichnet. Nach neunmonatigem Krankenhausaufenthalt und erfolgreicher Reha in Bad Tennstedt bestritt er im Februar 2016 beim Marburger Lahntallauf, wo er den letzten Wettkampf vor seinem Unfall gelaufen war, erstmals wieder einen Laufwettkampf.
Peter Seifert war verheiratet, Vater zweier Kinder und lebte zuletzt in Rotenburg an der Fulda. 2018 initiierte er ein Beratungsangebot für Patienten mit Schädel-Hirn-Trauma sowie für Angehörige von Menschen mit hirnorganischen Störungen. Mit den Erfahrungen aus seiner eigenen Krankheitsgeschichte wollte er die Betroffenen, ihre Familien und Freunde bei der Bewältigung dieser schwierigen Lebenssituation unterstützen. Sportlich aktiv war Seifert im Klettern. Er war Mitgründer und 2. Vorsitzender des Laufteams Rotenburg.

## Persönliche Bestzeiten
- 10-km-Straßenlauf: 31:30 min, 14. September 2008, Hamburg
- Halbmarathon: 1:08:49 h, 7. September 2008, Halle (Saale)
- Marathon: 2:23:16 h, 10. Mai 2009, Mainz
- 50-km-Straßenlauf: 2:52:26 h, 5. März 2011, Marburg

## Persönliche Erfolge
| Datum/Jahr    | Rang | Wettbewerb               | Austragungsort | Zeit     | Bemerkung                                                        |
| ------------- | ---- | ------------------------ | -------------- | -------- | ---------------------------------------------------------------- |
| 27. Feb. 2016 | 301  | Marburger Lahntallauf    | Marburg        | 01:04:40 | 24. Marburger Lahntallauf (10 km); Netto-Zeit: 01:03:13          |
| 5. März 2011  | 1    | Marburger Lahntallauf    | Marburg        | 02:52:26 | Deutsche Meisterschaften 50 km 2011; ehemaliger deutscher Rekord |
| 7. Nov. 2010  | 1    | Bottroper Herbstwaldlauf | Bottrop        | 02:57:59 | Deutsche Meisterschaften 50 km 2010                              |
| 5. Sep. 2010  | 1    | Mitteldeutscher Marathon | Halle (Saale)  | 02:24:58 | 9. Mitteldeutscher Marathon (Leipzig-Halle (Saale))              |
| 6. Sep. 2009  | 1    | Mitteldeutscher Marathon | Halle (Saale)  | 01:09:42 | 8. Mitteldeutscher Marathon (Halbmarathon)                       |
| 10. Mai 2009  | 2    | Gutenberg-Marathon       | Mainz          | 02:23:16 | Deutsche Meisterschaften Marathon 2009; 10. Gutenberg-Marathon   |
| 12. Okt. 2008 | 2    | München-Marathon         | München        | 02:24:23 | 23. München-Marathon (Marathon)                                  |
| 7. Sep. 2008  | 2    | Mitteldeutscher Marathon | Halle (Saale)  | 01:08:49 | 7. Mitteldeutscher Marathon (Halbmarathon)                       |
| 4. Mai 2008   | 8    | Gutenberg-Marathon       | Mainz          | 02:27:39 | Deutsche Meisterschaften Marathon 2008; 9. Gutenberg-Marathon    |
| 14. Okt. 2007 | 9    | München-Marathon         | München        | 02:31:33 | 22. München-Marathon (Marathon)                                  |
| 9. Okt. 2007  | 2    | Mitteldeutscher Marathon | Halle (Saale)  | 01:09:27 | 6. Mitteldeutscher Marathon (Halbmarathon)                       |
| 3. Sep. 2006  | 2    | Mitteldeutscher Marathon | Halle (Saale)  | 02:35:26 | 5. Mitteldeutscher Marathon (Leipzig-Halle (Saale))              |

## Fernsehen
Während seines sportlichen Comebacks 2016 wurde Peter Seifert von einem Kamerateam des MDR begleitet. Die 30-minütige Dokumentation über Patienten mit Schädel-Hirn-Trauma trägt den Titel Der lange Weg zurück und lief im MDR-Fernsehen als Teil der Reihe „Exakt – Die Story“.